# Cisticola
Cisticola és un gènere d'aus insectívores, molt petites, que eren classificades a la família dels sílvids (Sylviidae) però que ara se situen a la família separada dels cisticòlids (Cisticolidae), juntament amb altres gèneres pròxims.
Totes les espècies d'aquest gènere viuen en Àfrica llevat de tres: la cisticola de Madagascar (Cisticola cherina) que viu a Madagascar, la cistícola capdaurada (Cisticola exilis) que s'estén de l'Àsia fins a l'Austràlia i finalment el trist o brusac (Cisticola juncidis), l'única espècie que tenim als Països Catalans.

## Taxonomia
Segons la classificació del Congrés Ornitològic Internacional (versió 12.2, 2022) aquest gènere està format per 53 espècies.
- Cisticola erythrops - cistícola cara-roja.
- Cisticola cantans - cistícola cantaire.
- Cisticola lateralis - cistícola xiuladora.
- Cisticola woosnami - cistícola de Woosnam.
- Cisticola anonymus - cistícola xerraire.
- Cisticola bulliens - cistícola remorejant.
- Cisticola chubbi - cistícola de Chubb.
- Cisticola hunteri - cistícola de Hunter.
- Cisticola bakerorum.
- Cisticola nigriloris - cistícola emmascarada.
- Cisticola aberrans - cistícola mandrosa.
- Cisticola emini - cistícola roquer.
- Cisticola chiniana - cistícola grinyolaire.
- Cisticola bodessa - cistícola borana.
- Cisticola njombe - cistícola de Njombé.
- Cisticola cinereolus - cistícola cendrosa.
- Cisticola restrictus - cistícola del Tana.
- Cisticola rufilatus - cistícola grisa.
- Cisticola subruficapilla - cistícola dorsigrisa.
- Cisticola lais - cistícola ploranera.
- Cisticola distinctus - cistícola de Lynes.
- Cisticola galactotes - cistícola ala-rogenca.
- Cisticola marginatus - cistícola del Nil.
- Cisticola haematocephalus - cistícola costanera.
- Cisticola anderseni - cistícola cuablanca.
- Cisticola lugubris - cistícola d'Etiòpia.
- Cisticola luapula - cistícola del Luapula.
- Cisticola pipiens - cistícola refiladora.
- Cisticola carruthersi - cistícola de Carruthers.
- Cisticola tinniens - cistícola de Levaillant.
- Cisticola robustus - cistícola robusta.
- Cisticola aberdare - cistícola dels Aberdare.
- Cisticola natalensis - cistícola gralladora.
- Cisticola ruficeps - cistícola cap-roja.
- Cisticola guinea - cistícola de Dorst.
- Cisticola nana - cistícola nana.
- Cisticola brachypterus - cistícola alacurta.
- Cisticola rufus - cistícola rogenca.
- Cisticola troglodytes - cistícola vulpina.
- Cisticola fulvicapilla - cistícola de capell rogenc.
- Cisticola angusticauda - cistícola cuallarga.
- Cisticola melanurus - cistícola cuanegra.
- Cisticola juncidis - trist.
- Cisticola haesitatus - cistícola de Socotra.
- Cisticola cherina - cistícola de Madagascar.
- Cisticola aridulus - cistícola del desert.
- Cisticola textrix - cistícola pinc-pinc.
- Cisticola eximius - cistícola dorsinegra.
- Cisticola dambo - cistícola dels dambos.
- Cisticola brunnescens - cistícola bruna.
- Cisticola cinnamomeus - cistícola de coroneta pàl·lida.
- Cisticola ayresii - cistícola d'Ayres.
- Cisticola exilis - cistícola capdaurada.

Tanmateix, altres obres taxonòmiques, com el Handook of the Birds of the World i la quarta versió de la BirdLife International Checklist of the birds of the world (Desembre 2019), compten que hi ha 50 espècies dins del gènere Cisticola, considerant les següentes divergències:
- C. bakerorum i C. anderseni no es reconeixen, car tan sols foren descrites i acceptades per l'IOC el 2021.
- Una de les subespècies de C. aberrans (C. aberrans bailunduensis) és considerat una espècie apart:
- Cisticola bailunduensis - cistícola de Huambo.

- C. emini és considerat una subespècie de C. aberrans (C. emini aberrans).
- Finalment, C. distinctus és considetat una subespècie de C. lais: (C. lais distinctus).